# カール8世 (スウェーデン王)

カール8世の紋章

カール8世（Karl VIII）またはカール・クヌートソン（Karl Knutsson, 1409年10月5日 - 1470年5月15日）は、スウェーデン摂政（在位：1438年 - 1440年）、のち国王（在位：1448年 - 1457年、1464年 - 1465年、1467年 - 1470年）、およびノルウェー王（カール1世、在位：1449年 - 1450年）。
「カール8世」の「8世」は、のちの創作である。スウェーデン王エリク14世やカール9世がスウェーデン史の伝説（ゴート起源説）に従って番号を付けたもので、カール・クヌートソンの前にはカール王は1人しかいない。カール8世当時のコインには「2世」と刻まれている。

## 生涯
1409年に、枢密院の一員であった騎士クヌート・ボンデの子として生まれた。1434年、カール・クヌートソンは枢密院の議員となり、同年もっとも重要な役職である高等枢密院（Riksmarsk）の議員となった。貴族の間でエーリク7世に対する不満が高まると、1436年にカールは王室軍団長（Rikshövitsman）の地位に就き、エンゲルブレクト・エンゲルブレクトソン（en）の反乱が起きると、1438年から1440年に王に代わって摂政に就いた。
エーリク7世は1440年に王の地位から降ろされ、クリストファ3世がスウェーデン、ノルウェー、デンマークの王に選ばれた。クリストファが1441年に戴冠すると、カールは騎士に列せられ宰相（Riksdrots）に任じられた。同年宰相を辞任し、高等枢密院の議員に復帰した。1442年にはフィンランドのヴィープリの司令官（hövitsman）となった。カールは西フィンランドなどに領地を拡大した。最初にトゥルクを根拠地としたが、クリストファの政府は領地と地位を取り戻し始め、カールはトゥルク城を返上した。次にフィンランド西境のヴィープリ城を根拠地として独立した宮廷を作り、ハンザ同盟やロシアの都市ノヴゴロド、バルトのドイツ騎士団と外交関係を持った。
1448年にクリストファが後継者を残さずに死ぬと、カールは6月20日にスウェーデン王に選ばれた。6月28日にウプサラ近くのモラの石（en）で新王として迎えられた。これは、彼の軍団がその地にいたためで、摂政たちの意向には反していた。カールのスウェーデン王選出はカルマル同盟の再興につながり、1449年にノルウェー王にも選ばれ、11月20日にトロンハイムで戴冠した。デンマークは1448年にクリスチャン1世を王に選出しており、1450年にカールはクリスチャンにノルウェー王位を譲ることを余儀なくされた。1451年からスウェーデンとデンマークは戦争状態に入ったが、戦争による荒廃によってスウェーデン内に反カール勢力が生まれた。最大の対抗勢力は教会で、カールの中央集権主義に反対した。国王選挙で敗れたオクセンシェルナ家とヴァーサ家も対抗勢力となった。
カールは2度王位を追われたが復位し、結果として3度王位に就いた（1448 - 1457年、1464 - 1465年、1467 - 1470年）。
1457年、オクセンシェルナ家の大司教イェンス・ベングトソン（en）と貴族エリク・アクセルソン・トット（en）に率いられた反乱が起こり、カールはダンツィヒに追放された。2人の反乱指導者は摂政となり、選挙を組織してデンマーク王クリスチャン1世を王に選んだ。
1463年、クリスチャンは徴税の方針を巡って大司教と争い、大司教が囚われた結果、その親族により反乱を起こされた。クリスチャンはスウェーデンを追われ、カールが呼び戻されて半年ほど王位に就いたが、再び追放された。1467年、摂政エリク・アクセルソン・トットはカール支持に転向し、カールは3度目の王位に就いた。3年間在位したのちに1470年に死去した。
カールが残した子供は幼い息子だけで、死の床で結婚した愛人の子供だった。スウェーデン政府はこの息子への継承を拒否し、カールの甥ステン・ストゥーレ（en）を摂政に選んだ。次のスウェーデン王ヨハン2世が王位に就くのは1497年である。